# Ostrovskij rajon (Oblast' di Kostroma)
L'Ostrovskij rajon (in russo Островский район?) è un rajon dell'Oblast' di Kostroma, nella Russia europea; il capoluogo è Ostrovskoe. Ricopre una superficie di 2.446 chilometri quadrati ed è solcato da alcuni fiumi, tra i quali il Mera.